# (2023) Асаф
(2023) Асаф (англ. Asaph) — типичный астероид главного пояса, который был открыт 16 сентября 1952 года в рамках проекта IAP в обсерватории им. Гёте Линка и назван в честь американского астронома Асафа Холла.

Орбита астероида Асаф и его положение в Солнечной системе
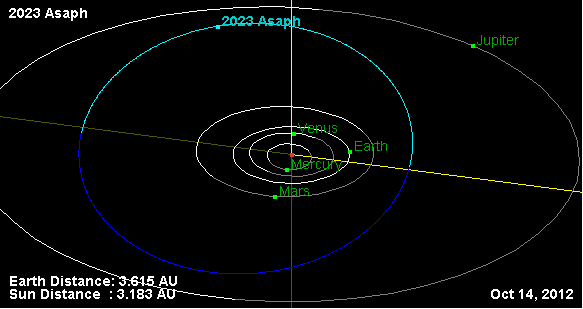
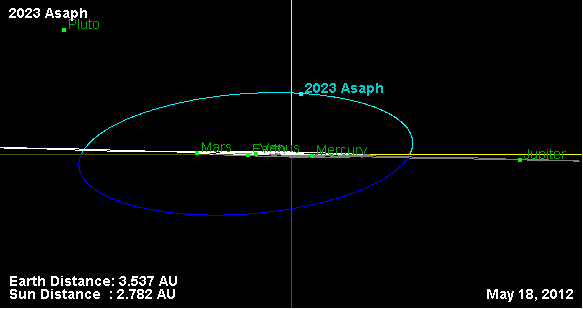